# Ciohodarivka, Berezivka
Ciohodarivka (în ucraineană Чогодарівка) este localitatea de reședință a comunei Ciohodarivka din raionul Berezivka, regiunea Odesa, Ucraina.

## Demografie
Componența lingvistică a localității Ciohodarivka
     Ucraineană (89,94%)
     Română (6,92%)
     Rusă (2,04%)
     Alte limbi (0,31%)
Conform recensământului din 2001, majoritatea populației localității Ciohodarivka era vorbitoare de ucraineană (89,94%), existând în minoritate și vorbitori de română (6,92%) și rusă (2,04%).